# گابریل راس
گابریل راس (به انگلیسی: Gabrielle Rose) (زاده ۱۹۵۴) بازیگر و صدا پیشه زن اهل کانادا است.

## فیلم‌شناسی
- سفر ناتی گن
- پلیس زمان
- آخرت شیرین
- هجده
- جایی که حقیقت دروغ می‌گوید
- خواهران
- به نام پادشاه: داستان محاصره سیاه‌چاله
- بدن جنیفر
- سال بزرگ
- اگر زنده بمانم
- ویرجینیای شیرین
- حواس پنج‌گانه